# 铺散毛茛
铺散毛茛（学名：Ranunculus diffusus），为毛茛科毛茛属下的一个植物种。